# クリーンエネルギー競馬
クリーンエネルギー競馬（クリーンエネルギーけいば）は、日本中央競馬会が、2022年度から展開している、再生可能エネルギーで当日の競馬開催の電力を賄う環境キャンペーンである。

## 概要
毎年6月は、日本の環境省の提唱する「環境月間」で、特に6月5日は国際連合が提唱する「世界環境デー」で日本でも「環境の日」として様々な地球環境への取り組みを推進するキャンペーンが展開されている。これにちなみ、2022年の世界環境デー・環境の日に当たる6月5日の東京競馬場において、バイオマスに由来する再生可能エネルギーを使用し、約12万キロワット・アワー（kwh）の電力をこれで賄うことにして、約54トン（t）相当の二酸化炭素（CO2）を削減した。
2023年にJRAは日本自然エネルギー株式会社よりバイオマス由来のクリーンエネルギーの証書を購入し、これをきっかけに「クリーンエネルギー競馬」のキャンペーンを全10の中央競馬開催競馬場に拡大して、日曜日（阪神競馬場のみ土曜日）に行われる主要重賞競走実施日を対象に展開することになった。
2025年はJRAエコチャレンジとして、6月7日と8日の2日間にわたり、東京競馬場と阪神競馬場で実施されている。

## 開催実績

### 2022年
- 6月5日:東京競馬場

### 2023年
- 6月3日:阪神競馬場
- 6月4日:東京競馬場
- 7月9日:福島競馬場
- 7月16日:函館競馬場
- 7月23日:中京競馬場
- 8月6日:新潟競馬場
- 8月20日:札幌競馬場
- 9月3日:小倉競馬場
- 10月1日:中山競馬場
- 11月12日:京都競馬場

### 2024年
- 6月1日:東京競馬場・京都競馬場
- 6月2日:東京競馬場・京都競馬場
- 8月31日:札幌競馬場
- 9月1日:札幌競馬場

### 2025年
- 6月7日:東京競馬場・阪神競馬場
- 6月8日:東京競馬場・阪神競馬場